# Ziordia
Ziordia – gmina w Hiszpanii, w Nawarze, o powierzchni 14,22 km². W 2011 roku gmina liczyła 394 mieszkańców.